# Comuna Skelkî, Vasîlivka
Skelkî (în ucraineană Скельки) este o comună în raionul Vasîlivka, regiunea Zaporijjea, Ucraina, formată din satele Maiacika, Perșotravneve, Șevcenka, Skelkî (reședința) și Zlatopil.

## Demografie
Componența lingvistică a comunei Skelkî
     Ucraineană (92,1%)
     Rusă (6,94%)
     Alte limbi (0,36%)
Conform recensământului din 2001, majoritatea populației comunei Skelkî era vorbitoare de ucraineană (92,1%), existând în minoritate și vorbitori de rusă (6,94%).